# Guido Hammer

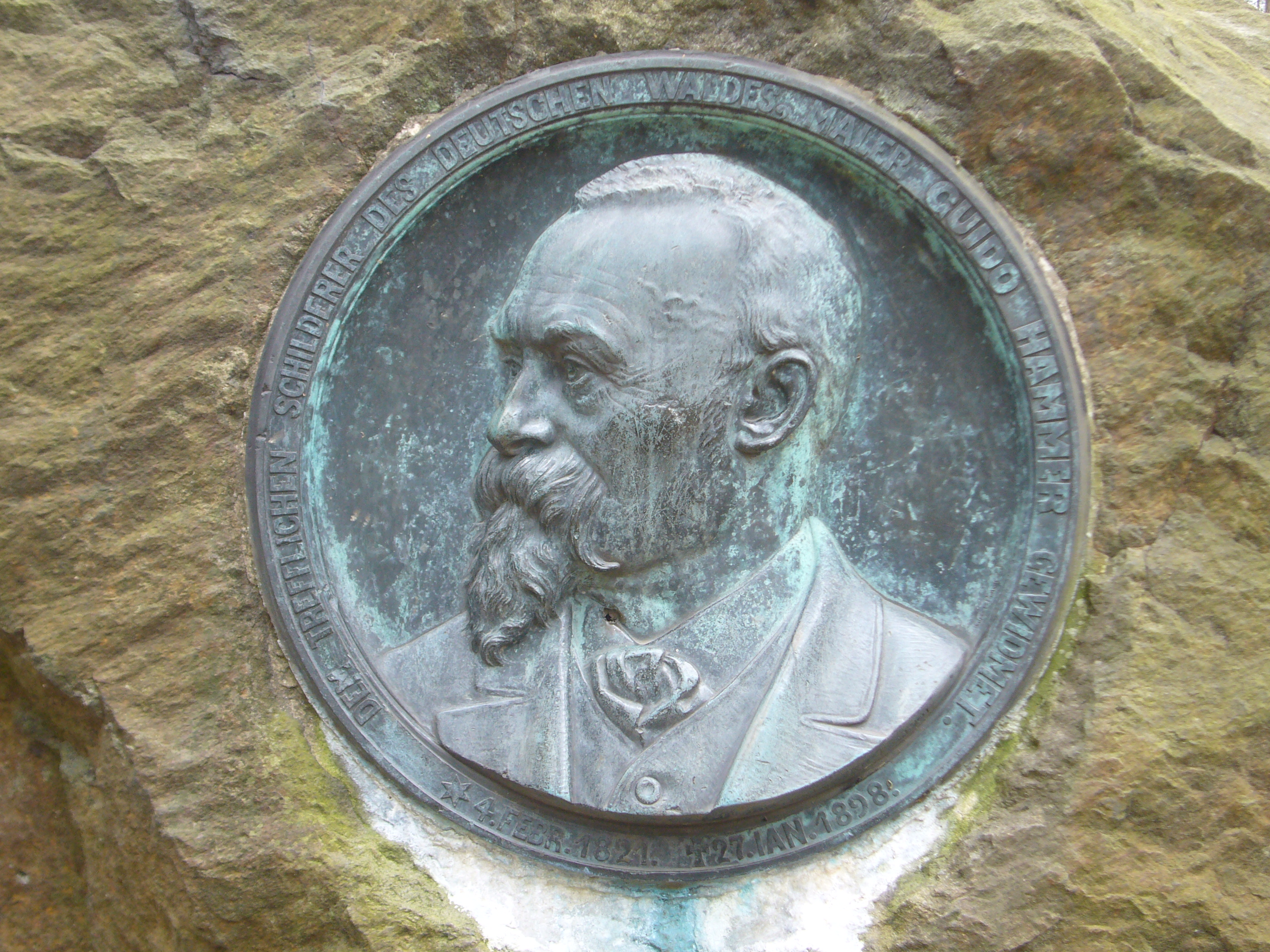
Medaillonbildnis von Guido Hammer in der Dresdner Heide (Robert Ockelmann) nahe der Heidemühle an der Straße zur Hofwiese

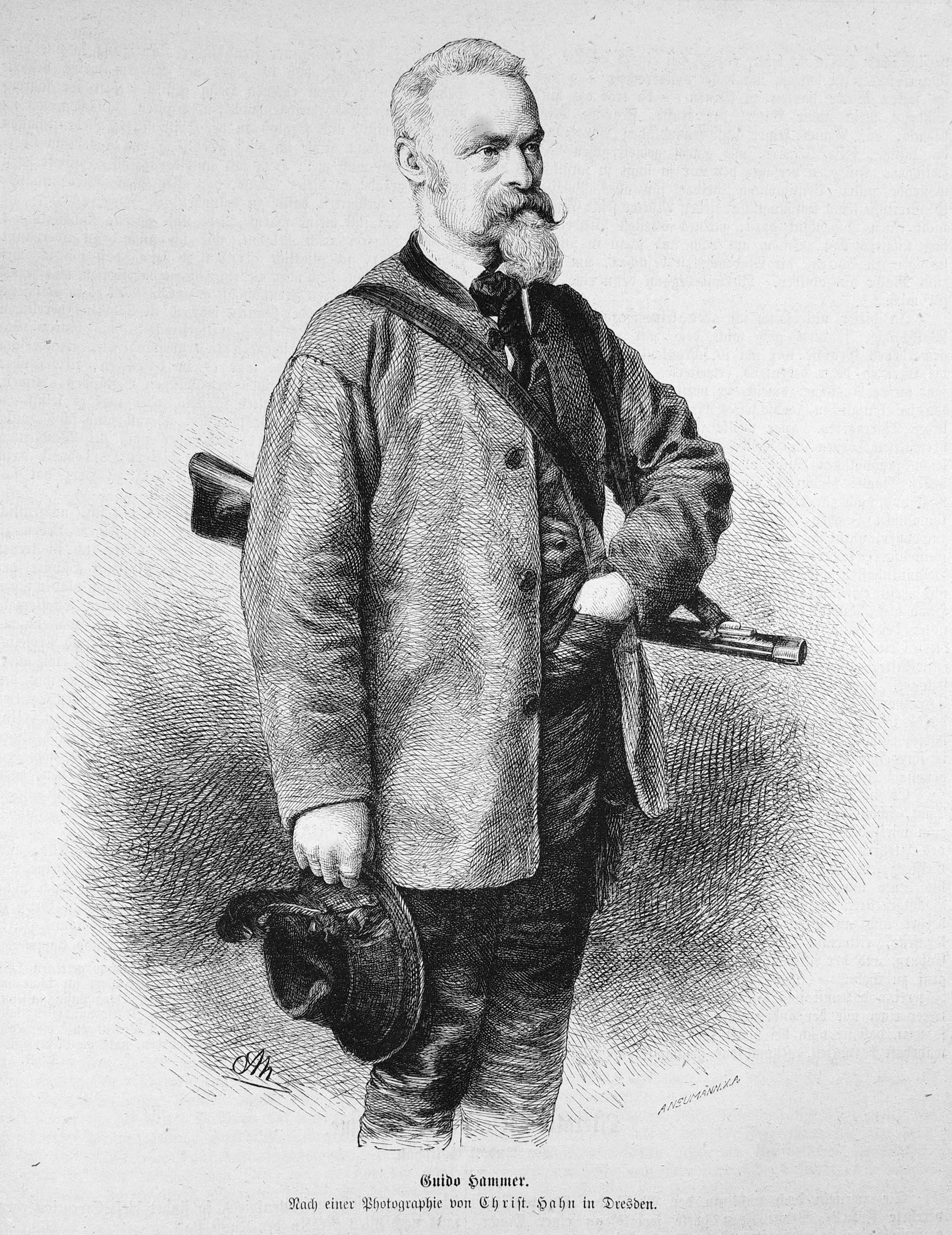
Edmund Guido Hammer, 1821–1898

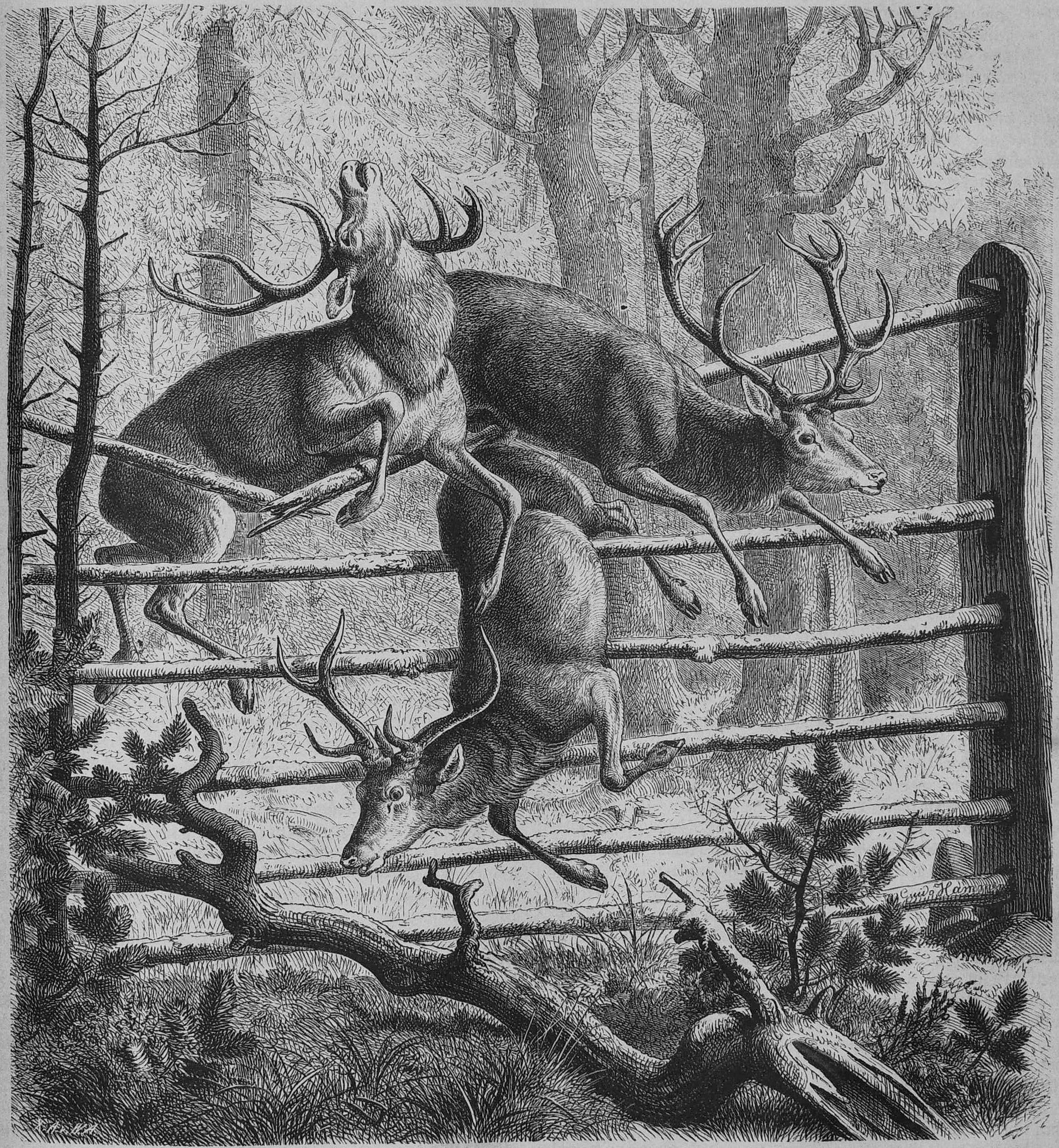
Fliehende Hirsche. Illustration in: Die Gartenlaube. 1870

Edmund Guido Hammer (* 4. Februar 1821 in Dresden; † 27. Januar 1898 ebenda) war ein deutscher Maler und Zeichner. Er besuchte die Dresdner Kunstakademie und ab 1842 Julius Hübners Atelier.
Als leidenschaftlicher Jäger war er der Dresdner Heide verbunden und wandte sich daher der Tiermalerei zu. Er reiste zu Fuß nach Triest, Venedig, Mailand, über den Gardasee, wiederholte Ausflüge nach München, in die Wälder Sachsens, Böhmens, Schlesiens, auch in die Tiroler Berge.
1866 ging er nach Konstantinopel.
Seine frischen, naturnahen Tier- und Jagdbilder erfreuen sich großen Beifalls. Die Gemäldegalerie Alte Meister in Dresden besitzt von ihm Geflecktes Windspiel (1852) und Wildsau mit Frischlingen, von einem Hund gestellt (1860).
Er zeichnete auch zahlreiche Illustrationen für die Zeitschriften Die Gartenlaube und die Leipziger Illustrirte Zeitung. Zu diesen wie zu seinen „Hubertusbildern“, Album für Jäger und Jagdfreunde (2. Aufl., Glog. 1877), schrieb er anziehende Schilderungen.
Sein Wohnhaus befand sich im Hause Marienallee 4 am südlichen Heiderand. Begraben ist er auf dem St.-Pauli-Friedhof.

## Bekannte Werke
- „Hirschkuh mit zwei Hirschkälbern“ – Sammlung Pappermann
- „Wildsau mit Frischlingen“ (1866) und „Geflecktes Windspiel“ – Gemäldegalerie Dresden
- „Alte Salzlecke in der Dresdner Heide“, Aquarell, nebst verschiedenen Bleistiftzeichnungen – Dresdner Stadtmuseum
- „Heidelandschaft mit Hirschen“ – Museum Kiel
- „Fuchs und Kranich“, Aquarell – Chemnitz.

Literatur
- Hubertusbilder. Ein Album für Jäger und Jagdfreunde, o. J.
- Jagdbilder und Geschichten. Aus Wald und Flur und Tal, Glogau 1863, mit Holzstichen von Bürkner nach seinen Entwürfen
- Wild-, Wald- und Weidmannsbilder, Verlag Keil 1891, Sammlung von Jagdaufsätzen mit Illustrationen in Die Gartenlaube

## Ehrungen (Auswahl)
- Guido-Hammer-Denkmal in der Dresdner Heide mit einem von Robert Ockelmann im Jahre 1901 geschaffenes Bronzerelief. Gegossen wurde dieses Medaillonbidnis in der Dresdner Erzgießerei Pirner & Franz.[1]